# Vuelta a España 1958
Die 13. Vuelta a España war ein Radrennen, das vom 30. April bis zum 15. Mai 1958 ausgetragen wurde. Das Etappenrennen bestand aus 18 Abschnitten mit einer Gesamtlänge von 3246 Kilometern. Sieger wurde der Franzose Jean Stablinski, die Berg- bzw. Punktewertung sicherten sich die Spanier Federico Bahamontes und Salvador Botella. Die Mannschaftswertung gewann Belgien und darüber hinaus holte der Spanier Vicente Iturat sich die neueingeführte Meta Volantes-Wertung.

## Etappen
| Etappen     | Start – Ziel                      | km       | Etappensieger                | Gesamterster            |
| ----------- | --------------------------------- | -------- | ---------------------------- | ----------------------- |
| 1. Etappe   | Bilbao – Donostia-San Sebastián   | 164      | Miguel Pacheco               | Miguel Pacheco          |
| 2. Etappe   | Donostia-San Sebastián – Pamplona | 150      | Antonio Jiménez Quiles       | José Herrero Berrendero |
| 3. Etappe   | Pamplona – Saragossa              | 245      | Pierino Baffi                | Hilaire Couvreur        |
| 4. Etappe   | Saragossa – Barcelona             | 229      | Rik Van Looy                 | Jean Stablinski         |
| 5a. Etappe  | Barcelona – Barcelona             | 4 (MZF)  | Frankreich                   | Jean Stablinski         |
| 5b. Etappe  | Barcelona – Tarragona             | 119      | Rik Van Looy                 | Jean Stablinski         |
| 6. Etappe   | Tarragona – Valencia              | 263      | Rik Van Looy                 | Daan De Groot           |
| 7. Etappe   | Valencia – Cuenca                 | 216      | Gilbert Desmet               | Daan De Groot           |
| 8. Etappe   | Cuenca – Toledo                   | 206      | Jean Stablinski              | Daan De Groot           |
| 9. Etappe   | Toledo – Madrid                   | 241      | Rik Van Looy                 | Rik Van Looy            |
| 10. Etappe  | Madrid – Soria                    | 225      | Rik Van Looy                 | Rik Van Looy            |
| 11. Etappe  | Soria – Vitoria-Gasteiz           | 167      | René Marigil                 | Rik Van Looy            |
| 12. Etappe  | Vitoria-Gasteiz – Bilbao          | 169      | Fausto Iza                   | Jean Stablinski         |
| 13a. Etappe | Bilbao – Castro Urdiales          | 35 (EZF) | Guido Carlesi & Jesús Loroño | Jean Stablinski         |
| 13b. Etappe | Castro Urdiales – Santander       | 105      | Jean Graczyk                 | Jean Stablinski         |
| 14. Etappe  | Santander – Gijón                 | 221      | Pierino Baffi                | Jean Stablinski         |
| 15. Etappe  | Oviedo – Palencia                 | 246      | Rik Luyten                   | Jean Stablinski         |
| 16. Etappe  | Palencia – Madrid                 | 241      | Rik Luyten                   | Jean Stablinski         |

## Endstände
| Sieger                | Jean Stablinski     | 94:54:21 h  |
| Zweiter               | Pasquale Fornara    | + 2:51 min  |
| Dritter               | Fernando Manzaneque | + 3:01 min  |
| Vierter               | Hilaire Couvreur    | + 5:04 min  |
| Fünfter               | Luis Otaño          | + 10:36 min |
| Sechster              | Federico Bahamontes | + 11:39 min |
| Siebter               | Julio San Emeterio  | + 13:16 min |
| Achter                | Jesús Loroño        | + 16:09 min |
| Neunter               | Rik Luyten          | + 28:13 min |
| Zehnter               | Benigno Azpuru      | + 33:37 min |
| Punktewertung         | Salvador Botella    | 202 P.      |
| Zweiter               | Rik Luyten          | 264 P.      |
| Dritter               | Hilaire Couvreur    | 265 P.      |
| Bergwertung           | Federico Bahamontes | 70 P.       |
| Zweiter               | Jesús Loroño        | 47 P.       |
| Dritter               | Hilaire Couvreur    | 43 P.       |
| Meta Volantes-Wertung | Vicente Iturat      | 15 P.       |
| Teamwertung           | Belgien             | 280:31:50 h |